# Siegfried Kosubek
Siegfried Kosubek (* 1943) ist ein deutscher Sozialpädagoge und Sachbuchautor.

## Leben
Siegfried Kosubek studierte an der Universität-Gesamthochschule Essen und wurde 1982 mit der Dissertation Das Lernen Erwachsener zwischen Offenheit und Institutionalisierung zum Doktor der Philosophie promoviert. Anschließend war er über Jahre hinweg als Sozialpädagoge, Sozialarbeiter, Lehrbeauftragter und Referent in der Elternarbeit tätig. Ab dem Jahr 1978 veröffentlichte er acht einschlägige Sachbücher.
Er ist ein langjähriges Mitglied der CDU, war von 1999 bis 2009 Kreistagsabgeordneter im Kreis Gütersloh und anschließend fünf Jahre Ratsherr im Stadtrat von Schloß Holte-Stukenbrock.

## Publikationen
- Praxis der Straffälligenhilfe. Klett-Cotta, Stuttgart 1978, ISBN 978-3-12-924361-9.
- Das Lernen Erwachsener zwischen Offenheit und Institutionalisierung – dargestellt am Beispiel des Kleingartenwesens und der Volkshochschule. Zugleich: Doktordissertation Universität Essen, 1982, Haag und Herchen, Frankfurt am Main 1982, ISBN 978-3-88129-518-5.
- Ehrenamtliche Mitarbeiter in der Straffälligenhilfe. Ein sozial-pädagogisches Modell aus der Praxis. Stoytscheff, Darmstadt 1983, ISBN 978-3-87790-014-7.
- Balancierte Erziehung. Erziehung aus Liebe zum Kind. Verlag Modernes Lernen, Dortmund 1986, ISBN 978-3-8080-0104-2.
- Konfliktlösungen für Eltern und Jugendliche. Verlag Modernes Lernen, Dortmund 1986, ISBN 978-3-8080-0136-3.
- Angst und Wut bei Kindern. Ein Elternratgeber. Humboldt-Taschenbuchverlag Jacobi, München 1997, ISBN 978-3-581-67088-6.
- Asylbewerber und Aussiedler. Rechte, Leistungen, Hilfen. Handbuch für Helfer. Verlag Weinheim, Basel 1998,  ISBN 978-3-407-55754-4.
- Angst und Aggression bei Kindern. Wie Eltern helfen können. Humboldt, Baden-Baden 2006, ISBN 978-3-89994-075-6.